# Архимандрит Евстатије (Ракић)
Евстатије (световно Јевта Ракић; Горња Мутница код Параћина, 20. мај 1891 — Манастир Преображење, 28. август 1972) био је православни архимандрит и игуман Манастира Преображење.

## Биографија
Евстатије Ракић рођен је у селу Горња Мутница код Параћина 20. маја. 1891. године. 
На крштењу је добио име Јевта. Основно образовање завршио је у свом родном месту. 
После пробоја Солунског фронта, кад су сви војници журили у отаџбину својим кућама, он је пошао у Свету гору. 
Тако је Јевта отишао у Манастир Хиландар 1918. године, где 1920. прима монашки чин и монашко име Евстатије. У Хиландару је рукоположен у чин јерођакона 1922. године, од солунског епископа Фотија. 
После страдања Манастира Жиче од 8. октобара 1941. године, братство се жичко растурило на разне стране. 
Јеромонах отац Васијан Мишић одлази за једно време у богомољачко братство Крњево, а онда у Манастир Љубостињу владици Николају Велимировићу. 
Затим га владика шаље 1942. у Манастир Преображење у Овчару за старешину, а овог дивног и богомудрог хиландарског старца Евстатија за његовог помоћника.
Епископ жички, видећи њихов живот и рад, поставља оца Васијана Мишића за игумана у манастиру Студеница 1950. године, а оца Евстатија поставља за старешину манастира Преображења. 
Затим га 1957. производи у чин игумана стрешину манастира. 
Упокојио се у Господу 28. августа 1972. године у Манастиру Преображењу где је и сахрањен.